# Uganda International 2015
Die Uganda International 2015 im Badminton fanden vom 19. bis zum 22. Februar 2015 im Lugogo Indoor Stadium in Kampala statt. Beim Turnier wurden Punkte für die Badminton-Weltrangliste vergeben.

## Sieger und Platzierte
| Disziplin    | Gold                         | Silber                                 | Bronze                            |
| ------------ | ---------------------------- | -------------------------------------- | --------------------------------- |
| Herreneinzel | Jacob Maliekal               | Ali Ahmed El Khateeb                   | Milan Ludík                       |
| Herreneinzel | Jacob Maliekal               | Ali Ahmed El Khateeb                   | Prakash Vijayanath                |
| Dameneinzel  | Ebru Yazgan                  | Negin Amiripour                        | Soraya Aghaei Hajiagha            |
| Dameneinzel  | Ebru Yazgan                  | Negin Amiripour                        | Kate Foo Kune                     |
| Herrendoppel | Pavel Florián Ondřej Kopřiva | Edwin Ekiring Milan Ludík              | Blagovest Kisyov Alen Roj         |
| Herrendoppel | Pavel Florián Ondřej Kopřiva | Edwin Ekiring Milan Ludík              | Joseph Abah Eneojo Victor Makanju |
| Damendoppel  | Siki Reddy Poorvisha Ram     | Negin Amiripour Soraya Aghaei Hajiagha | Kate Foo Kune Grace Gabriel       |
| Damendoppel  | Siki Reddy Poorvisha Ram     | Negin Amiripour Soraya Aghaei Hajiagha | Jennifer Fry Sandra Le Grange     |
| Mixed        | Tarun Kona Siki Reddy        | Muhammed Ali Kurt Kader İnal           | Andries Malan Jennifer Fry        |
| Mixed        | Tarun Kona Siki Reddy        | Muhammed Ali Kurt Kader İnal           | Ramazan Öztürk Neslihan Kılıç     |